# Ormyrus carinativentris
Ormyrus carinativentris är en stekelart som beskrevs av Girault 1915. Ormyrus carinativentris ingår i släktet Ormyrus och familjen kägelglanssteklar. Inga underarter finns listade i Catalogue of Life.